# Dendrobranchiata
Dendrobranchiata (лат.) — подотряд десятиногих раков. Противопоставляются второму подотряду десятиногих раков — Pleocyemata. Отличается от них разветвлёнными жабрами и тем, что откладывают яйца непосредственно в воду, а не вынашивают на теле.

## Классификация
Подотряд включает 540 видов в семи семействах. Ископаемые виды известны с конца девонского периода.
- Надсемейство Penaeoidea Rafinesque-Schmaltz, 1815
  - † Aciculopodidae Feldmann & Schweitzer 2010 — один ископаемый вид с девонского периода.
  - † Aegeridae Burkenroad, 1963 — два мезозойских рода: Aeger и Acanthochirana.
  - Aristeidae Wood-Mason, 1891 — 26 современных виды в 9 родах и один ископаемый вид.
  - Benthesicymidae Wood-Mason, 1891 — 41 вид в 4 родах.
  - † Carpopenaeidae Garassino, 1994 — два меловых вида из рода Carpopenaeus.
  - Penaeidae Rafinesque-Schmaltz, 1815 — 216 современных виды в 26 родах и один ископаемый род с мезозоя.
  - Sicyoniidae Ortmann, 1898 — 43 вида единого рода Sicyonia.
  - Solenoceridae Wood-Mason, 1891 — 81 вид в 9 родах.
- Надсемейство Sergestoidea Dana, 1852
  - Luciferidae De Haan, 1849 — 7 видов рода Lucifer.
  - Sergestidae Dana, 1852 — 90 современных видов в 6 родах, и два вымерших рода.